# Tephrosia hockii
Tephrosia hockii är en ärtväxtart som beskrevs av De Wild.. Tephrosia hockii ingår i släktet Tephrosia och familjen ärtväxter.

## Underarter
Arten delas in i följande underarter:
- T. h. hirsutostyla
- T. h. hockii